# 鸡仔木
鸡仔木（学名：Sinoadina racemosa）也称水冬瓜，为茜草科鸡仔木属下的一个种。